# Darren Heesom
Darren Heesom (sinh ngày 8 tháng 5 năm 1968) là một cựu cầu thủ bóng đá người Anh. Ông thi đấu 38 trận tại Football League cho Burnley trước khi đá cho nhiều câu lạc bộ non-league, bao gồm Altrincham, Macclesfield Town và Southport.